# Chichibu

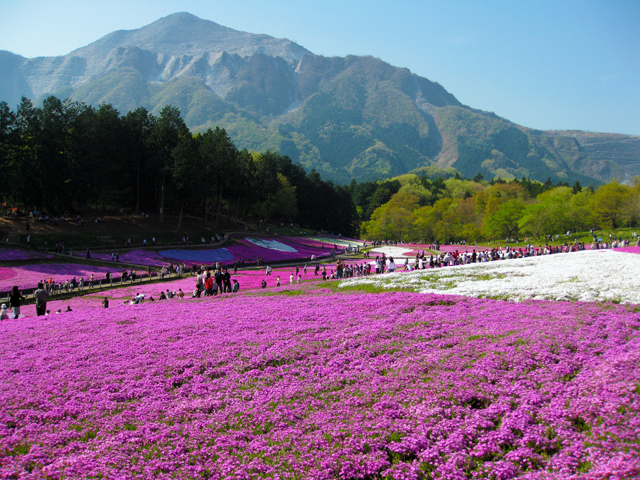
Hitsujiyama Park.

Chichibu (秩父市 Chichibu-shi) é uma cidade japonesa localizada na província de Saitama.
Em 2003 a cidade tinha uma população estimada em 58 953 habitantes e uma densidade populacional de 441,13 h/km². Tem uma área total de 133,64 km².
Recebeu o estatuto de cidade a 1 de Abril de 1950.
Ficou conhecida por ter sido usada como o cenário do anime japonês Ano Hana.

## Cidades-irmãs
- Antioch, EUA
- Toshima, Japão
- Sanyo-Onoda, Japão
- Warringah, Austrália
- Linfen, China
- Gangneung, Coreia do Sul